# Glumicalyx goseloides
Glumicalyx goseloides är en flenörtsväxtart som först beskrevs av Friedrich Ludwig Diels, och fick sitt nu gällande namn av O.M. Hilliard och B.L. Burtt. Glumicalyx goseloides ingår i släktet Glumicalyx och familjen flenörtsväxter. Inga underarter finns listade i Catalogue of Life.